# NGC 245
NGC 245 este o galaxie spirală situată în constelația Balena. A fost descoperită în 1 octombrie 1785 de către William Herschel.